# Vaccinium bulleyanum
Vaccinium bulleyanum är en ljungväxtart som först beskrevs av Friedrich Ludwig Diels, och fick sitt nu gällande namn av Hermann Sleumer. Vaccinium bulleyanum ingår i Blåbärssläktet, och familjen ljungväxter. Inga underarter finns listade i Catalogue of Life.